# Ralf Rangnick
Ralf Rangnick (* 29. června 1958 Backnang) je německý profesionální fotbalový trenér a bývalý hráč, který je trenérem rakouské fotbalové reprezentace.

## Trenérská kariéra
Po ukončení hráčské kariéry se Rangnick stal fotbalovým manažerem. V roce 1997 jej angažoval třetiligový klub Ulm 1846, ve kterém dříve působil jako hráč. Ve své debutové sezóně na pozici trenéra pomohl klubu k postupu do 2. Bundesligy. Rangnick poté přešel do bundesligového klubu VfB Stuttgart, se kterým v roce 2000 vyhrál Pohár Intertoto, ale v roce 2001 byl vyhozen. Následně usedl na lavičku Hannoveru 96, kterému pomohl k postupu do nejvyšší německé soutěže, ale v roce 2004 byl z klubu vyhozen. Po krátkém působení jako trenér Schalke 04, se Rangnick v červenci 2006 stal hlavním trenérem Hoffenheimu 1899 a pomohl klubu k postupu z třetí do první ligy. V roce 2011 se vrátil do Schalke 04, se kterým se mu podařilo vyhrát DFB-Pokal a dostat se do semifinále Ligy mistrů UEFA v sezóně 2010/11. Později působil jako hlavní trenér RB Leipzig ve dvou obdobích mezi lety 2015 a 2019.
Rangnick se stal sportovním ředitelem společnosti Red Bullu v roce 2012, podílel se na jejich expanzi do evropského fotbalu a kladl důraz zejména na rozvoj mládežnických akademií s celosvětovou skautskou základnou. Výsledkem bylo, že během jeho působení vzrostla tržní hodnota klubů Red Bullu ze 120 milionů eur na 1,2 miliardy eur. V roce 2020 odstoupil z funkce a o rok později se stal sportovním ředitelem ruského klubu Lokomotiv Moskva. Později téhož roku byl Rangnick jmenován dočasným manažerem Manchesteru United, a to do konce sezóny 2021/22.

## Trenérské statistiky
| Tým               | Od               | Do                | Statistiky | Statistiky | Statistiky | Statistiky | Statistiky | Ref.                 |
| Tým               | Od               | Do                | Zápasy     | Výhry      | Remízy     | Prohry     | % Výhry    | Ref.                 |
| ----------------- | ---------------- | ----------------- | ---------- | ---------- | ---------- | ---------- | ---------- | -------------------- |
| Reutlingen 05     | 1. července 1995 | 31. prosince 1996 | 51         | 26         | 12         | 13         | 50,98      | [ 27 ] [ 28 ]        |
| Ulm 1846          | 1. ledna 1997    | 16. března 1999   | 75         | 36         | 18         | 21         | 48,00      | [ 29 ] [ 30 ] [ 31 ] |
| VfB Stuttgart     | 3. května 1999   | 24. února 2001    | 86         | 36         | 16         | 34         | 41,86      | [ 6 ]                |
| Hannover 96       | 23. května 2001  | 8. března 2004    | 98         | 44         | 22         | 32         | 44,90      | [ 32 ]               |
| Schalke 04        | 28. září 2004    | 12. prosince 2005 | 65         | 36         | 15         | 14         | 55,38      | [ 33 ]               |
| 1899 Hoffenheim   | 22. června 2006  | 2. ledna 2011     | 166        | 79         | 43         | 44         | 47,59      | [ 34 ]               |
| Schalke 04        | 21. března 2011  | 22. září 2011     | 23         | 10         | 3          | 10         | 43,48      | [ 33 ]               |
| RB Leipzig        | 29. května 2015  | 16. května 2016   | 36         | 21         | 7          | 8          | 58,33      | [ 35 ]               |
| RB Leipzig        | 9. července 2018 | 30. června 2019   | 52         | 29         | 13         | 10         | 55,77      | [ 35 ]               |
| Manchester United | 2. prosince 2021 | Současnost        | 0          | 0          | 0          | 0          | —          | [ 36 ]               |
| Celkem            | Celkem           | Celkem            | 652        | 317        | 149        | 186        | 48,62      |                      |

## Ocenění

### Trenérská

##### Ulm 1846
- Regionalliga Süd: 1997/98

##### VfB Stuttgart
- Pohár Intertoto: 2000

##### Hannover 96
- 2. Bundesliga: 2001/02

##### Schalke 04
- Bundesliga: 2004/05 (druhé místo)[37]
- DFB-Pokal: 2004/05 (druhé místo), 2010/11
- DFL-Ligapokal: 2005
- DFL-Supercup: 2011

##### RB Leipzig
- DFB-Pokal: 2018/19 (druhé místo)[37]